# Chandler Parsons
Chandler Parsons (* 25. Oktober 1988 in Casselberry, Florida) ist ein ehemaliger US-amerikanischer Basketballspieler. Er bestritt 453 Spiele in der nordamerikanischen Profiliga NBA.

## Karriere

### Jugend und College
In seiner Zeit an der Lake Howell High School in Winter Park (Florida) machte Parsons erstmals mit seinen Basketballfähigkeiten auf sich aufmerksam. Von 2007 bis 2011 spielte er für die University of Florida. In der Saison 2010/11 wurde er zum Spieler des Jahres in der Southeastern Conference gewählt. In diesem Jahr erzielte er im Schnitt 11,3 Punkte bei 7,8 Rebounds und 3,8 Assists. In seinen letzten beiden Jahren qualifizierte sich sein Team für das NCAA-Division-I-Basketball-Championship-Turnier.
Nach seiner Collegezeit meldete er sich zum NBA-Draft an.

### NBA
Parsons wurde im NBA-Draft 2011 an 38. Stelle von den Houston Rockets ausgewählt. Während des Lockouts vor der NBA-Saison 2011/12 absolvierte Parsons drei Spiele für den französische Erstligisten Cholet Basket, kehrte aber zum Saisonstart in die USA zurück. In seiner ersten Saison in der NBA stand er in 57 von 63 absolvierten Spielen in der Startformation. Bei durchschnittlich 28,6 Spielminuten erzielte er 9,5 Punkte und holte 4,8 Rebounds.

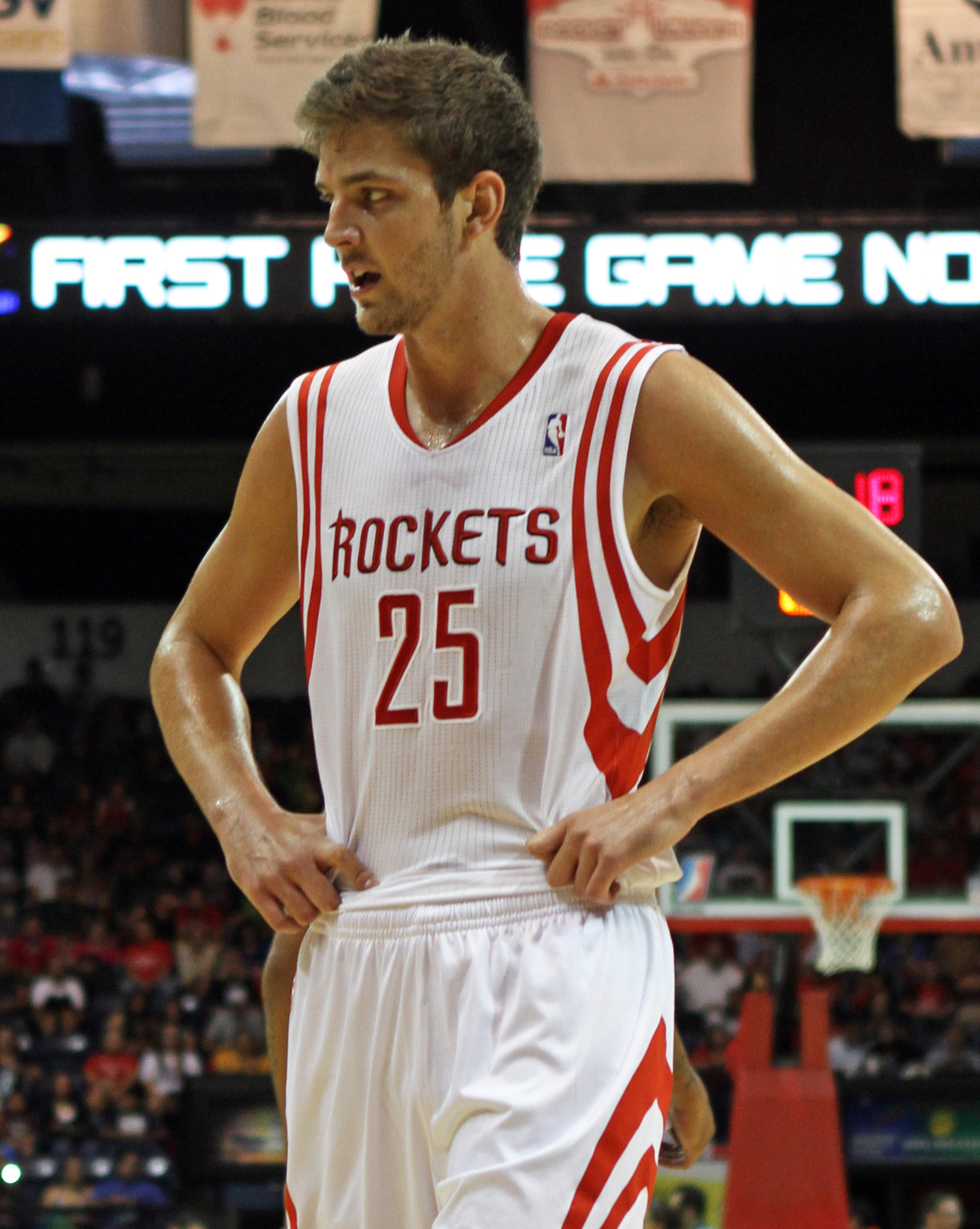
Parsons als Spieler der Rockets (2012)

Während der Saison 2012/13 konnte er im Heimspiel gegen die Dallas Mavericks am 3. März 2013 seine Karrierebestwerte auf 32 Punkte und sechs Drei-Punkte-Würfe steigern.
Im Verlauf der Saison 2013/14 stellte Parsons am 24. Januar 2014 in einem Heimspiel gegen die Memphis Grizzlies unter anderem den Team-Rekord von zehn verwandelten Drei-Punkte-Würfen in einem Spiel und den NBA-Rekord von zehn verwandelten Drei-Punkte-Würfen in einer Halbzeit eines Spiels auf. Des Weiteren erhöhte er seinen Karrierebestwert auf 34 Punkte. Die Saison beendete er mit Karrierebestwerten: 16,6 Punkten, 5,5 Rebounds und 4,0 Assists pro Spiel.
Zur Saison 2014/15 wurde Parsons Restricted Free Agent. Daraufhin handelte er mit den Dallas Mavericks einen Dreijahresvertrag mit einem Gehaltsvolumen von 46 Millionen US-Dollar aus. Die Houston Rockets hätten das Vertragsangebot erwidern und Parsons somit weiter binden können, verzichteten jedoch schließlich auf eine Weiterverpflichtung. Nach zwei, auch aus Verletzungsgründen enttäuschend verlaufenden Jahren mit den Mavericks unterschrieb er im Sommer 2016 einen Vertrag bei den Memphis Grizzlies.
Aufgrund von wiederkehrenden Knieproblemen absolvierte Parsons in den kommenden beiden Jahren weniger als die Hälfte der möglichen Saisonspielen und konnte auch nicht mehr die Leistungen zeigen, die ihn in Houston auszeichneten. So beendete er die Saison 2016/17 mit nur 6,2 Punkten, 2,5 Rebounds und 1,6 Assists pro Spiel bei einer sehr schlechten Feldtrefferquote von 33,8 % in 34 von 82 möglichen Saisonspielen. Auch die kommenden beiden Jahre kam er nicht über 36 Saisonspiele hinaus.
Im Sommer 2019 wurde Parsons im Austausch für Solomon Hill und Miles Plumlee an die Atlanta Hawks abgegeben. Er bestritt nur fünf Spiele für Atlanta. Im Januar 2020 erlitt er bei einem Verkehrsunfall eine Gehirnerschütterung, ein Schleudertrauma und eine Hüftverletzung. Am 5. Februar 2020 wurde er in Atlanta entlassen und bestritt im Profibereich kein Spiel mehr. Im Januar 2022 gab er rund zwei Jahre nach seinem letzten Einsatz seinen Rücktritt als Berufsbasketballspieler bekannt.

## Privates
Von 2015 bis 2016 war Parsons mit dem deutschen Model Toni Garrn liiert.